# واسیلی کوستوف
واسیلی کوستوف (سیریلیک صربی: Василије Костов؛ زادهٔ ۱۱ مهٔ ۲۰۰۸) بازیکن فوتبال اهل صربستان است که در حال حاضر برای ستاره سرخ بلگراد در پست هافبک بازی می‌کند.
وی همچنین در تیم‌های ملی فوتبال زیر ۱۷ سال و زیر ۱۹ سال بازی کرده است.

## دوران باشگاهی

### باشگاه فوتبال ستاره سرخ بلگراد
واسیلی کوستوف در سال ۲۰۰۸ در پایتخت صربستان، بلگراد، به دنیا آمد. این بازیکن فوتبال در پست هافبک هجومی بازی می‌کند. او در سن هفت سالگی به مدرسه جوانان ستاره سرخ بلگراد پیوست و از تمام رده‌های سنی پایین‌تر عبور کرد. او همچنین به دلیل ضربه فوق‌العاده از راه دورش برجسته بود و در داربی ابدی جوانان مقابل تیم جوانان پارتیزان گل زیبایی زد که برتری ستاره سرخ بلگراد را تثبیت کرد. او در بازی‌های لیگ جوانان اروپا نیز ثابت کرد که بازیکنی برای صحنه‌های بزرگ است، به ویژه مقابل تیم جوانان بارسلونا. او اصلاً از چالش نترسید و با وجود اینکه یکی از جوان‌ترین‌های زمین بود، مسئولیت را پذیرفت و با گل ضربه پنالتی به سبک جذاب "پاننکا" بار دیگر نشان داد که آینده‌ای روشن در فوتبال دارد.
در ۱۴ نوامبر ۲۰۲۴ قراردادش را با باشگاه فوتبال ستاره سرخ بلگراد تا سال ۲۰۲۷ تمدید کرد.
در ۳ ژانویه ۲۰۲۵ از تیم زیر ۱۹ سال ستاره سرخ به تیم اصلی باشگاه ارتقا یافت.
در ۱۶ ژانویه ۲۰۲۵ برای اولین بار در تیم اصلی در یک بازی دوستانه در آنتالیا مقابل OFK بلگراد به میدان رفت.
در ۲۶ فوریه ۲۰۲۵ برای اولین بار در فهرست تیم اصلی باشگاه در دیدار لیگ برتر صربستان مقابل ژلزنیکار پانچووو قرار گرفت اما به میدان نرفت. در ۶ آوریل ۲۰۲۵ در لیگ برتر صربستان برای اولین بار به عنوان بازیکن ذخیره در دیدار مقابل OFK بلگراد به میدان رفت.

## دوران ملی
واسیلی کوستوف در صربستان به دنیا آمد و از تبار مقدونیه است. او بازیکن تیم‌های ملی جوانان صربستان است.